# Yi Lantai
Yi Lantai (伊兰泰, Yī Lántài) war ein manjurischer Maler der Qing-Dynastie Chinas. Er lebte in der zweiten Hälfte des 18. Jahrhunderts und gehörte zum Reinen Weißen Banner (正白旗). Er zeichnete die Vorlagen für eine Serie von Kupferstichen, die den nördlich Pekings unter Kaiser Qianlong entstandenen Garten Xiyang Lou und dessen Bauwerke abbildete.

Lantai Yi: Palast im europäischen Stil (1786)

## Wirken
Yi war Schüler der von Giuseppe Castiglione geleiteten Gruppe europäischer Jesuiten, die für Kaiser Qianlong arbeiteten. Yi hatte sich die westliche Art der Darstellung unter Verwendung der Zentralperspektive angeeignet. Er begann seine Dokumentation des im Bau befindlichen Xiyang Yuan („Garten westlicher Art“) im Frühjahr 1781. Zu diesem Zeitpunkt war das Gebäude Yuanying Guan („Blick über die entfernte See“) im Entstehen begriffen. Nach Ablauf eines Jahres hatte Yi sechs Blätter fertiggestellt. Das Gesamtwerk umfasste zwanzig Blätter und war 1786 abgeschlossen. Es wurden fünf Serien gedruckt; die Originale befinden sich heute in der Chinesischen Nationalbibliothek in Peking.
Die Reihenfolge der Stiche vollzieht einen Gang durch den Garten nach. Einige Darstellungen weisen kleine (möglicherweise beabsichtigte) Fehler in der perspektivischen Darstellung auf. Die Serie stellt ein wertvolles Dokument des 1860 von Kolonialtruppen zerstörten Gartens dar.